# Lijst van rijksmonumenten in Grootschermer
De plaats Grootschermer telt 11 inschrijvingen in het rijksmonumentenregister. Hieronder een overzicht.
| Object                                                                                         | Oorspronkelijke functie?  | Bouwjaar                       | Architect | Locatie                | Coördinaten?                  | Nr.?   | Afbeelding                                                                             |
| ---------------------------------------------------------------------------------------------- | ------------------------- | ------------------------------ | --------- | ---------------------- | ----------------------------- | ------ | -------------------------------------------------------------------------------------- |
| Ondermolen Nr 13                                                                               | Industrie- en poldermolen | ca. 1635                       |           | Naast de driehuizerweg | 52° 34' 47" NB, 4° 47' 33" OL | 33085  | Upload foto                                                                            |
| De Havik                                                                                       | Industrie- en poldermolen | 1576 / 1861 / 1964             |           | Haviksdijkje 10        | 52° 34' 47" NB, 4° 47' 34" OL | 33086  | Meer afbeeldingen                                                                      |
| Boerderij, woonhuis met zadeldak en voorschot                                                  | Boerderij                 | 19e eeuw                       |           | Noordeinde 58          | 52° 35' 11" NB, 4° 51' 1" OL  | 33087  | Meer afbeeldingen                                                                      |
| Boerderij, bestaande uit een stenen woongedeelte onder pannen schilddak, evenwijdig aan de weg | Boerderij                 | midden of derde kwart 19e eeuw |           | Noordeinde 72          | 52° 35' 15" NB, 4° 51' 3" OL  | 33088  | Meer afbeeldingen                                                                      |
| Karakteristieke Noord-Hollandse hoeve                                                          | Boerderij                 | 1675                           |           | Noordeinde 74          | 52° 35' 16" NB, 4° 51' 3" OL  | 33089  | Meer afbeeldingen                                                                      |
| Menningweermolen                                                                               | Industrie- en poldermolen | 1888                           |           | Menningweerdijk 2      | 52° 35' 15" NB, 4° 50' 23" OL | 33090  | Meer afbeeldingen                                                                      |
| Raadhuis                                                                                       | Bestuursgebouw en onderdl | 1639 / 1652                    |           | Scheepjeserf 1         | 52° 34' 58" NB, 4° 50' 59" OL | 33091  | Meer afbeeldingen                                                                      |
| Hervormde kerk                                                                                 | Kerk en kerkonderdeel     | 1768                           |           | Zuideinde 5            | 52° 34' 57" NB, 4° 51' 3" OL  | 33092  | Meer afbeeldingen                                                                      |
| Grenspaal                                                                                      | Grensafbakening           | 18e eeuw                       |           | Grenspaal              | 52° 35' 13" NB, 4° 51' 16" OL | 33093  | Upload foto                                                                            |
| Onderwijzerswoning                                                                             | Dienstwoning              | 1878                           |           | Noordeinde 3           | 52° 34' 60" NB, 4° 50' 59" OL | 506512 | Onderwijzerswoning                                                                     |
| In eclectische trant gebouwd woonhuis, als type ook wel aangeduid met rentenierswoning         | Woonhuis                  | 1872                           |           | Noordeinde 80          | 52° 35' 18" NB, 4° 51' 3" OL  | 506513 | In eclectische trant gebouwd woonhuis, als type ook wel aangeduid met rentenierswoning |